# Ракич, Александр (боец)
Александр Ракич (серб. Aleksandar Rakić; род. 6 февраля 1992, Вена) — австрийский боец смешанных единоборств сербского происхождения, в настоящее время выступающий в полутяжёлом весе Ultimate Fighting Championship (UFC). Тренируется в American Top Team (Загреб).
Занимает 7 строчку официального рейтинга  UFC в полутяжёлом весе.

## Биография
Ракич родился в Вене (Австрия) в семье этнических сербов. Будучи ребёнком играл в футбол. Однако его исключили из команды, за его чрезмерную агрессивность. Чтобы разрядить свою избыточную энергию, Ракич начал соревноваться по кикбоксингу и боксу, когда ему было 13 лет. Он провел более 40 боев до своего перехода в ММА в возрасте 19 лет, так как хотел включить грэплинг и борьбу в свои боевые навыки.

## Смешанные единоборства

### Начало карьеры
Базовым видом спорта Ракича является кикбоксинг. В этом виде спорта Ракич стал чемпионом Австрии.
Профессионал с 2011 года, до подписания в UFC, набил рекорд 8-1 на профессиональном уровне. Он также участвовал в Final Fight Championship (FFC) в Австрии.

### Ultimate Fighting Championship
В UFC дебютировал 2 сентября 2017 года в бою против Франсимара Баррозу, победив единогласным решением судей. Бой прошёл в рамках турнира UFC Fight Night 115, состоявшегося в Роттердаме.
По состоянию на 2 сентября 2020 года он занимал 5 место в рейтинге полутяжёлого веса UFC.
На данный момент провёл 15 боев, из которых победил в 13 и проиграл в 2. Принимал участие в турнирах таких промоушенов как UFC, FFC, WFFC. Встречался в поединках с такими соперниками, как: Норберт Петер, Ричард Лонгимо, Карстен Лоренц Марчин Прачньо.
22 июля 2018 года провёл бой против Джастина Ледета, на турнире UFC Fight Night: Сёгун — Смит в Гамбурге. Ракич выиграл бой единогласным решением судей.
8 декабря 2018 года провёл бой против Дейвина Кларка, на турнире UFC 231 в Торонто. Ракич выиграл техническим нокаутом уже в первом раунде.
1 июня 2019 года провёл бой против Джими Манувы, на трунире UFC Fight Night: Густафссон — Смит в Стокгольме. Ракич выиграл нокаутом хай-киком уже в первом раунде и заработал бонус за "Выступление вечера".
21 декабря 2019 года провёл бой против Волкана Оздемира, на турнире UFC Fight Night: Эдгар vs. Корейский зомби в Пусане. Ракич проиграл раздельным решением судей в очень близком бою.
29 августа 2020 года провёл бой против Энтони Смита на турнире UFC Fight Night: Смит vs. Ракич в Лас-Вегасе, выиграв его единогласным решением судей.
Во время тренировок Ракич тренируется вместе с фридайверами для повышения общей выносливости.
6 марта 2021 года провёл бой против Тиагу Сантуса, на турнире UFC 259 в Лас-Вегасе. Ракич выиграл бой единогласным решением судей.
14 мая 2022 года в главном бою вечера на турнире UFC on ESPN: Блахович vs. Ракич, из-за травмы колена, уступил техническим нокаутом в третьем раунде Яну Блаховичу.

## Статистика в смешанных единоборствах
| Боёв 19  | Побед 14 | Поражений 5 |
| -------- | -------- | ----------- |
| Нокаутом | 9        | 2           |
| Сдачей   | 1        | 1           |
| Решением | 4        | 2           |

| Результат | Рекорд | Соперник          | Способ                             | Турнир                                     | Дата             | Раунд | Время | Место                    | Примечание           |
| --------- | ------ | ----------------- | ---------------------------------- | ------------------------------------------ | ---------------- | ----- | ----- | ------------------------ | -------------------- |
| Поражение | 14-5   | Магомед Анкалаев  | Единогласное решение               | UFC 308                                    | 26 октября 2024  | 3     | 5:00  | Абу-Даби, ОАЭ            |                      |
| Поражение | 14-4   | Иржи Прохазка     | TKO (Удары)                        | UFC 300                                    | 13 апреля 2024   | 2     | 03:17 | Лас-Вегас, Невада, США   |                      |
| Поражение | 14-3   | Ян Блахович       | Технический нокаут (травма колена) | UFC on ESPN: Блахович vs. Ракич            | 14 мая 2022      | 3     | 1:11  | Лас-Вегас, США           |                      |
| Победа    | 14-2   | Тиагу Сантус      | Единогласное решение               | UFC 259                                    | 6 марта 2021     | 3     | 5:00  | Лас-Вегас, Невада, США   |                      |
| Победа    | 13-2   | Энтони Смит       | Единогласное решение               | UFC Fight Night: Смит vs. Ракич            | 29 августа 2020  | 3     | 5:00  | Лас-Вегас, Невада, США   |                      |
| Поражение | 12-2   | Волкан Оздемир    | Раздельное решение                 | UFC Fight Night: Эдгар vs. Корейский зомби | 21 декабря 2019  | 3     | 5:00  | Пусан, Республика Корея  |                      |
| Победа    | 12-1   | Джими Манува      | Нокаут (удар ногой)                | UFC Fight Night: Густафссон — Смит         | 1 июня 2019      | 1     | 0:42  | Стокгольм, Швеция        | «Выступление вечера» |
| Победа    | 11-1   | Дейвин Кларк      | Технический нокаут (удары руками)  | UFC 231                                    | 8 декабря 2018   | 1     | 4:05  | Торонто, Онтарио, Канада |                      |
| Победа    | 10-1   | Джастин Ледет     | Единогласное решение               | UFC Fight Night: Сёгун — Смит              | 22 июля 2018     | 3     | 5:00  | Гамбург, Германия        |                      |
| Победа    | 9-1    | Франсимар Баррозу | Единогласное решение               | UFC Fight Night: Volkov vs. Struve         | 2 сентября 2017  | 3     | 5:00  | Роттердам, Нидерланды    | Дебют в UFC          |
| Победа    | 8-1    | Серхио Соуза      | Технический нокаут (удары руками)  | Austrian Fight Challenge 5                 | 4 марта 2017     | 1     | N/A   | Вена, Австрия            |                      |
| Победа    | 7-1    | Мартин Батур      | Нокаут (удар рукой)                | Austrian Fight Challenge 1                 | 20 июня 2015     | 1     | 0:26  | Вена, Австрия            |                      |
| Победа    | 6-1    | Марчин Прачньо    | Технический нокаут (удары руками)  | Final Fight Championship 16                | 6 декабря 2014   | 3     | 3:00  | Вена, Австрия            |                      |
| Победа    | 5-1    | Норберт Питер     | Технический нокаут (удары руками)  | HG: Heimgala 2                             | 13 сентября 2014 | 1     | 4:57  | Вена, Австрия            |                      |
| Победа    | 4-1    | Питер Розмаринг   | Удушающий приём (север-юг)         | Vendetta: Rookies 2                        | 6 июля 2013      | 1     | 1:32  | Вена, Австрия            |                      |
| Победа    | 3-1    | Лазло Сцене       | Нокаут (удар ногой)                | WFC: Challengers 3                         | 3 июня 2012      | 1     | N/A   | Вена, Австрия            |                      |
| Победа    | 2-1    | Ричард Лонгимо    | Технический нокаут (удары руками)  | Iron Fist: Vendetta 3                      | 18 марта 2012    | 2     | 4:30  | Вена, Австрия            |                      |
| Победа    | 1-1    | Карстен Лоренц    | Технический нокаут (удары руками)  | New Talents 15                             | 4 февраля 2012   | 1     | 1:42  | Эрфурт, Германия         |                      |
| Поражение | 0-1    | Кристиан Радке    | Удушающий приём (гильотина)        | Rock the Cage 2                            | 15 октября 2011  | 1     | 4:34  | Грайфсвальд, Германия    | Дебют в ММА          |

## Титулы и достижения
- Золотая медаль «За заслуги» (2022, Сербия)[9].

### Смешанные единоборства
- Ultimate Fighting Championship
  - Обладатель премии «Выступление вечера» (один раз) против Джими Манувы.

## Семья
В июле 2019 года Ракич женился, и в сентябре у него родился ребёнок.